# 亚诺马米人
亚诺马米人或雅诺马米人（英語：Yanomami，也写作），是巴西、委内瑞拉边境亞馬遜雨林的一组原住民。其人口大约35,000人，使用亚诺马米语，信奉萨满教。

## 宗教與信仰
亞諾馬米人信仰薩滿教，並相信超自然力量是疾病和災難的主要來源；但在另一方面，其又相信透過薩滿教巫師的控制，超自然力量也能夠被使用來對抗疾病。:114

### 超自然力量
亞諾馬米人信仰的超自然力量分為兩大類：大自然的力量及受人類控制的力量。
大自然的力量主要來自自然現象，如雲、雨等元素力量；又或者是存在於特定場所的力量，如草叢中、湖泊邊等等，不管是以上何種形式的力量，皆被亞諾馬米人認為是很危險的。
受人類控制的力量則可以分成兩種主要的形式：一般人能夠使用的力量以及僅能由薩滿教巫師操控的力量。亞諾馬米人會在果園中種植一種巫術植物，透過此植物的粉末來進行對他人的詛咒，每一位亞諾馬米人皆可使用:130；另一種力量則被稱為黑庫拉，亞諾馬米人認為此力量專由薩滿教巫師控制。:116

### 薩滿教巫師
薩滿教巫師在亞諾馬米社會中的主要功能是治病，因為亞諾馬米人認為疾病是由超自然力量引起的，而好的薩滿教巫師可以控制這些超自然力量，所以亞諾馬米人在生病時經常求助於薩滿教巫師，薩滿教巫師則會透過儀式來替他們診斷、治療。:128

### 儀式
亞諾馬米的薩滿教巫師在進行儀式之前會將自己清洗乾淨，用顏料裝飾起來並戴上羽毛，接著吸入致幻劑以藉著藥效進入精神世界。儀式過程通常會透過戲劇化的演出，又唱又跳地將精神世界中的變化表演出來。:123

#### 致幻劑
亞諾馬米的薩滿教巫師主要透過致幻劑的使用來進入薩滿信仰的精神世界，進行各種儀式。其使用的致幻劑主要分為兩種：雅庫亞娜（yakoana）和巴亞拉。:119雅庫亞娜是由維羅拉樹（Virola elongata）的樹皮製成的紅色粉末；而巴亞拉則由一種植物的種子製成，粉末顏色呈深棕色。其共通點為皆能夠使人產生視覺上的幻象，並造成人體出汗、瞳孔放大、肌肉無意識收縮及血壓升高。
除了作為薩滿教道士使用的迷幻藥之外，雅庫亞娜也被用來作為獵捕動物時塗抹在箭上的毒藥，透過鬆弛獵物的肌肉來成功捕獵。:120